# Français Pour Une Nuit
Français Pour une Nuit (укр. Французькою на одну ніч) — документальний фільм, запис концерту американського рок-гурту Metallica, що вийшов 2009 року

## Про фільм
Концертне відео американського рок-гурту Metallica Francais Pour Une Nuit вийшло 23 листопада 2009 року. Воно містило запис виступу гурту у французькому Німі, що відбувся в амфітеатрі Арени Німа 7 червня 2009 року. Особливістю релізу стало те, що його повністю було вироблено у Франції. Відповідно, DVD можна було придбати виключно у французьких магазинах, на сайті Metallica та у спеціально створеному корпорацією Universal Music сайті Metallicanimes.com.
В продажі було три версії альбому. Стандартне видання на DVD містило двогодинний запис концерту, 37-хвилинне інтерв'ю з гуртом та п'ять додаткових відео. Друга версія складалася з того ж контенту, але була видана на Blu-Ray DVD. Нарешті, делюкс-версія окрім DVD з записом концерту містила диск з альбомом Death Magnetic, футболку Metallica, ламінований пропуск та ексклюзивні фотографії гурту.
Головний редактор французького сайту InsideRock Еммануель Шіраш оцінив диск на чотири зірки з п'яти: «Можливо, вони й набрали кілька років та жменю зайвих кілограмів, але четверо вершників Апокаліпсиса продовжують косити нудьгу та рок-н-рольний морок. Вони навіть пропонують нам Dyers Eve, якого ми давно не чули, і пригощають нас захоплюючою версією Fade To Black. Треба дивитися в очі фактам: Metallica — це Rolling Stones наступного покоління».

## Список пісень
| Français Pour Une Nuit | Français Pour Une Nuit     | Français Pour Une Nuit |
| #                      | Назва                      | Тривалість             |
| ---------------------- | -------------------------- | ---------------------- |
| 1.                     | «Blackened»                |                        |
| 2.                     | «Creeping Death»           |                        |
| 3.                     | «Fuel»                     |                        |
| 4.                     | «Harvester Of Sorrow»      |                        |
| 5.                     | «Fade To Black»            |                        |
| 6.                     | «Broken, Beat & Scarred»   |                        |
| 7.                     | «Cyanide»                  |                        |
| 8.                     | «Sad But True»             |                        |
| 9.                     | «One»                      |                        |
| 10.                    | «All Nightmare Long»       |                        |
| 11.                    | «The Day That Never Comes» |                        |
| 12.                    | «Master Of Puppets»        |                        |
| 13.                    | «Dyers Eve»                |                        |
| 14.                    | «Nothing Else Matters»     |                        |
| 15.                    | «Enter Sandman»            |                        |
| 16.                    | «Stone Cold Crazy»         |                        |
| 17.                    | «Motorbreath»              |                        |
| 18.                    | «Seek And Destroy»         |                        |